# Frizea

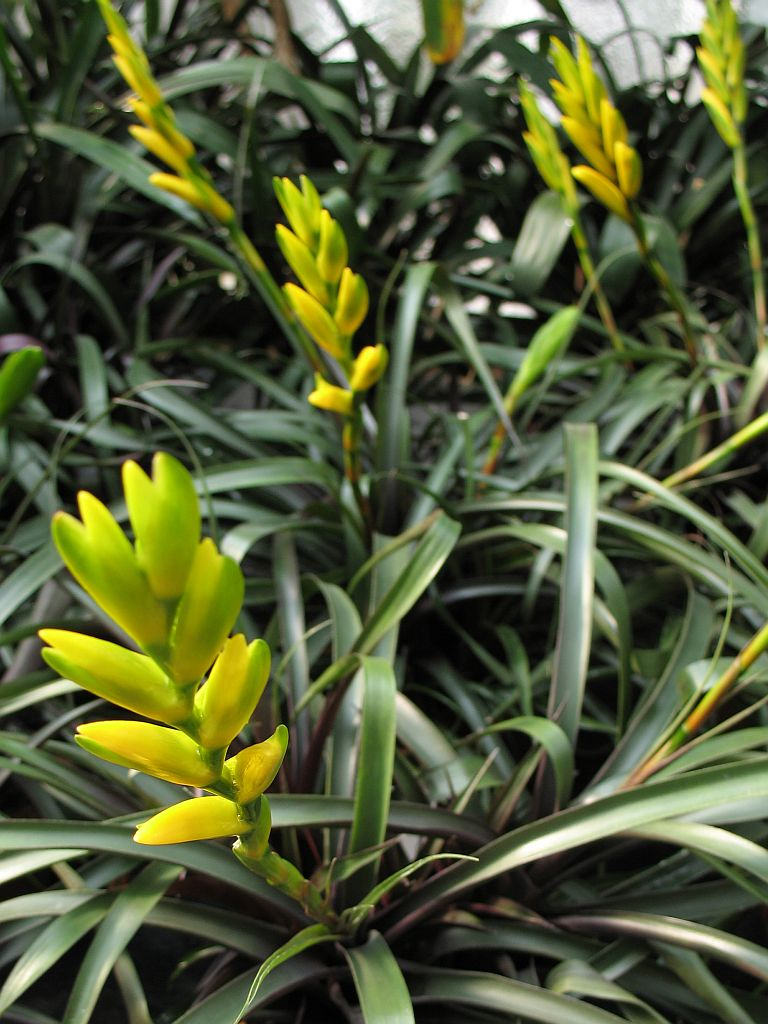
Vriesea bleherae

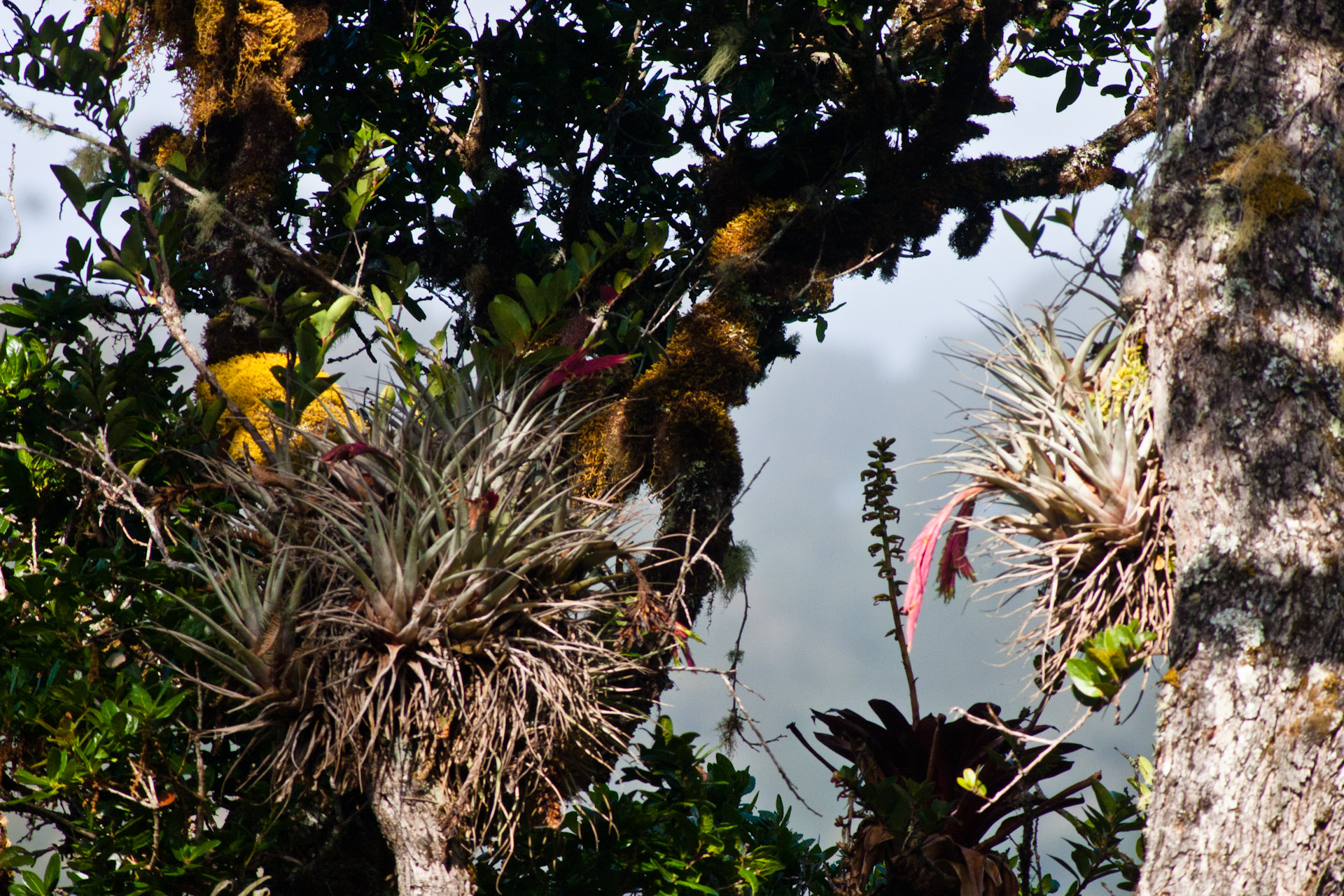
V. williamsii i V. castaneobulbosa w swoim siedlisku

Frizea (Vriesea Lindl.) – rodzaj roślin z rodziny bromeliowatych (Bromeliaceae). Obejmuje w szerokim ujęciu ok. 265 gatunków, ale w XXI wieku podejmowane są próby ich reklasyfikacji i w proponowanych ujęciach liczba gatunków tu zaliczanych jest mniejsza. Zasięg rodzaju w szerokim ujęciu obejmuje obszar od Meksyku i Antyli po Argentynę i Urugwaj, przy czym stosunkowo nieliczni jego przedstawiciele rosną w Amazonii. W wąskim ujęciu (Vriesea s.s.) zaliczane są tu niemal wyłącznie gatunki występujące w południowej Brazylii, zwłaszcza w Mata Atlântica.
W większości są to rośliny epifityczne, rosnące w mezofitycznych lasach, ale też w górskich zbiorowiskach trawiastych i na terenach skalistych (w górach do 2500 m n.p.m.). Ich kwiaty zapylane są przez nietoperze, ale też są samopylne. Poszczególne kwiaty kwitną krótko, ale efektowne kwiatostany utrzymują się często przez kilka miesięcy. Wiele gatunków osiąga okazałe rozmiary i odgrywa istotną rolę w ekosystemach. Zbiorniki tworzące się u nasad liści V. ranifera stanowią kluczowe siedlisko dla rozwoju związanych z tą rośliną gatunków płazów.   
Ze względu na efektowny wygląd, zwłaszcza jaskrawe zabarwienie kwiatostanów, liczne gatunki uprawiane są jako rośliny ozdobne. Hodowcy tych roślin uzyskali bardzo wiele odmian ozdobnych, w tym wiele mieszańcowych o trudnym już do ustalenia pochodzeniu. W warunkach domowych jako rośliny doniczkowe uprawiane są zwłaszcza frizea lśniąca V. splendens (= Lutheria splendens), V. psittacina, frizea łódkowata V. carinata. Rośliny z tego rodzaju uprawiane są w cieplejszych regionach także w ogrodach. Do najbardziej mrozoodpornych należy V. philippocoburgi wytrzymująca do -5 °C (bywa uprawiana w ogrodach na Wyspach Brytyjskich).
Nazwa rodzajowa upamiętnia holenderskiego lekarza i botanika – Willema Hendrika de Vriese.

## Morfologia

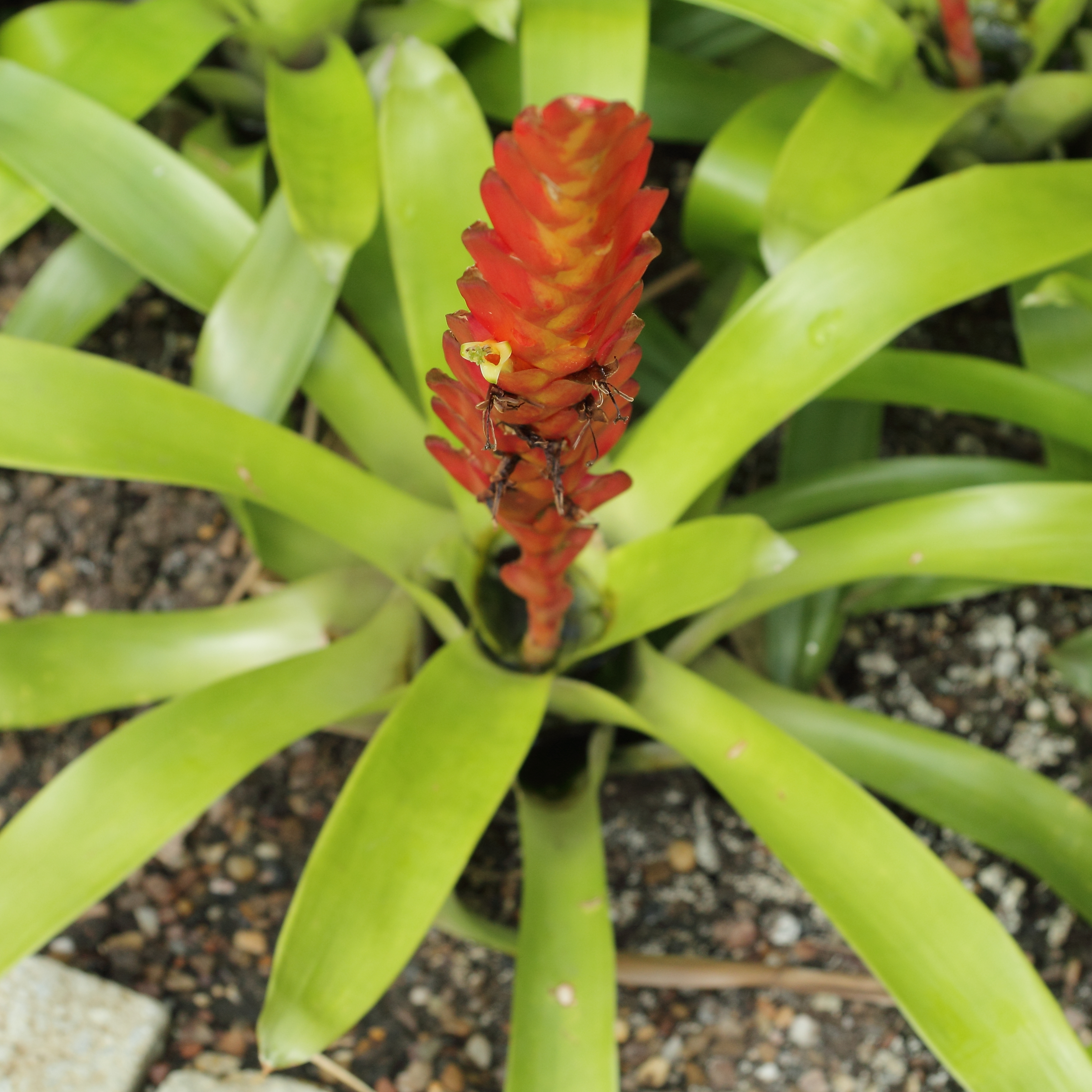
Vriesea duvaliana

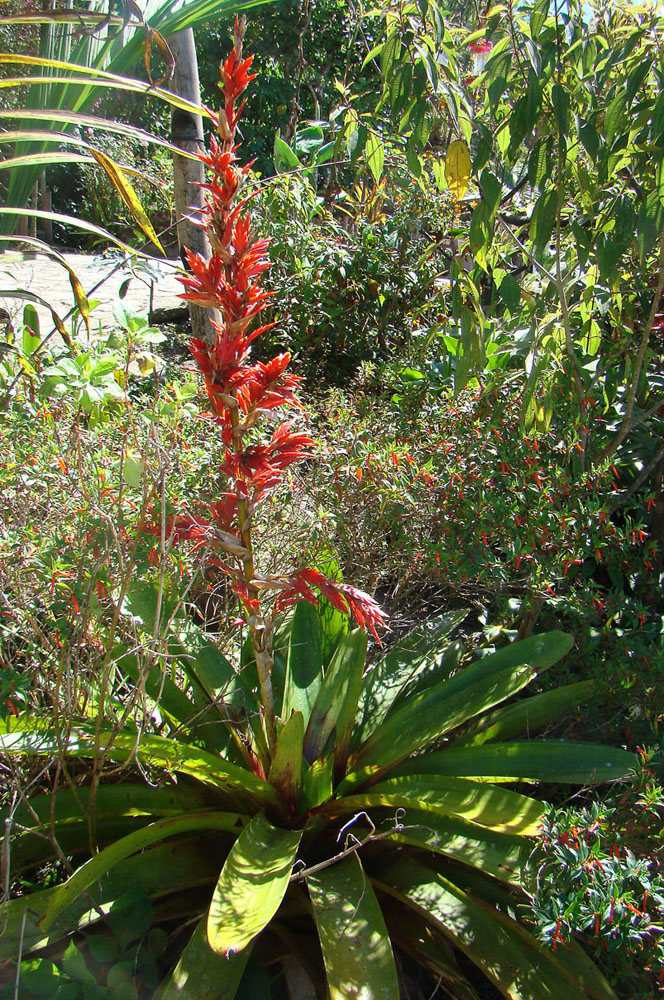
Vriesea elata

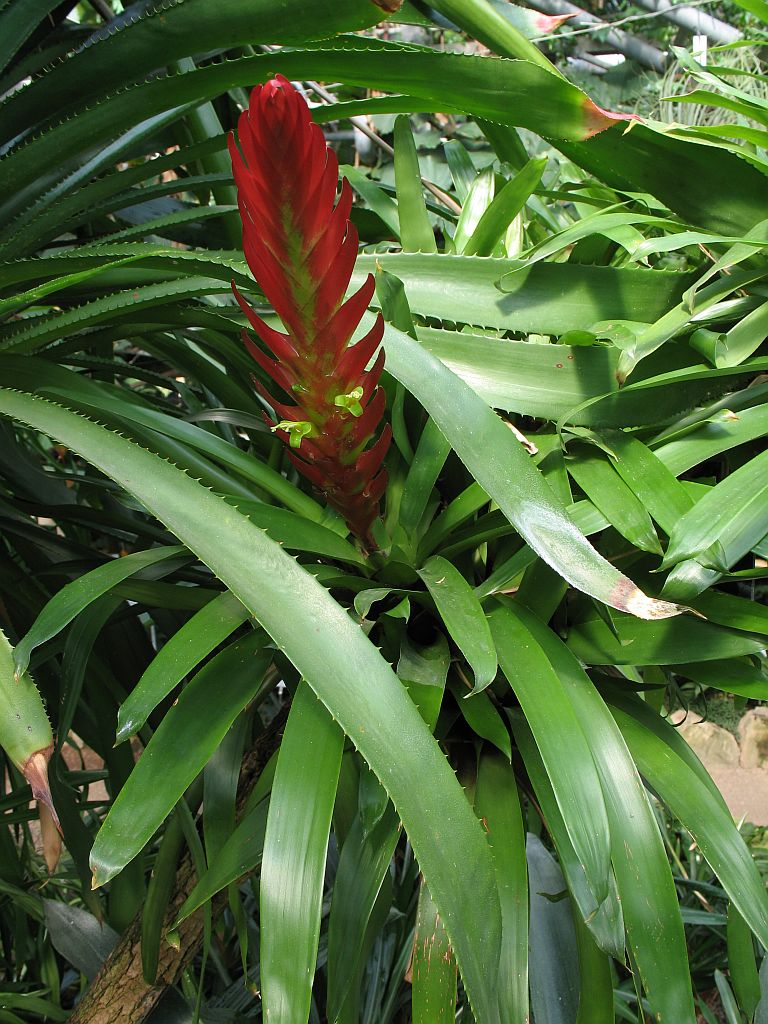
Vriesea erythrodactylon

PokrójBezłodygowe, zimozielone byliny tworzące często okazałe rozety (osiągający największe rozmiary gatunek – V. imperialis ma do 5 m wysokości). Z roślin wyrastają kłącza powietrzne (nie pełzają na powierzchni gruntu).
LiścieSkórzaste, tworzą lejkowate zbiorniczki u nasady. osiągają do 20–80 cm długości, przy końcach są zwykle mniej lub bardziej podwinięte. Bywają u różnych gatunków rozmaicie ubarwione – od jednobarwnych poprzez prążkowane po marmurkowe.
KwiatyZebrane w spłaszczone, dwurzędowe kłosy wyrastające zwykle na długich szypułach. Kwiaty rozwijają się w kątach często efektownie zabarwionych podsadek. Kwiatostany są w efekcie jaskrawe u większości gatunków – intensywnie żółte, pomarańczowe i czerwone, rzadziej białe, jasnożółte lub jasnopomarańczowe. Kwiaty są obupłciowe. Zewnętrzne listki okwiatu są wolne lub zrośnięte tylko u nasady. Wewnętrzne są wolne lub zrośnięte w rurkę, zawsze krótsze od listków zewnętrznych. U ich nasady wyrastają po dwie wzniesione i sztywne łuski. Pręciki nie wystają lub wystają z okwiatu. Zalążnia górna lub niemal górna. Znamię różnie wykształcone.
OwoceTorebki.

## Systematyka

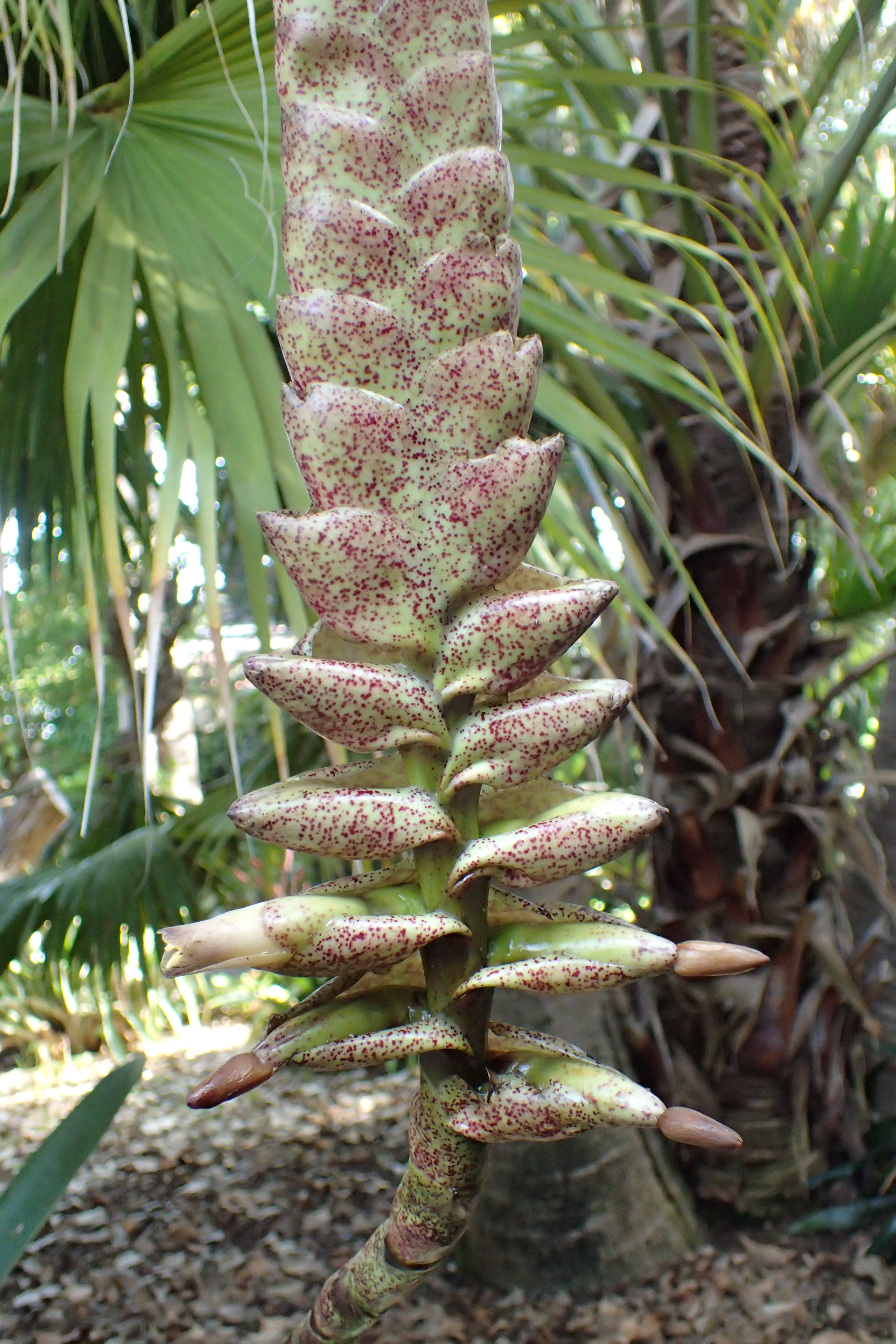
Kwiatostan Vriesea fosteriana

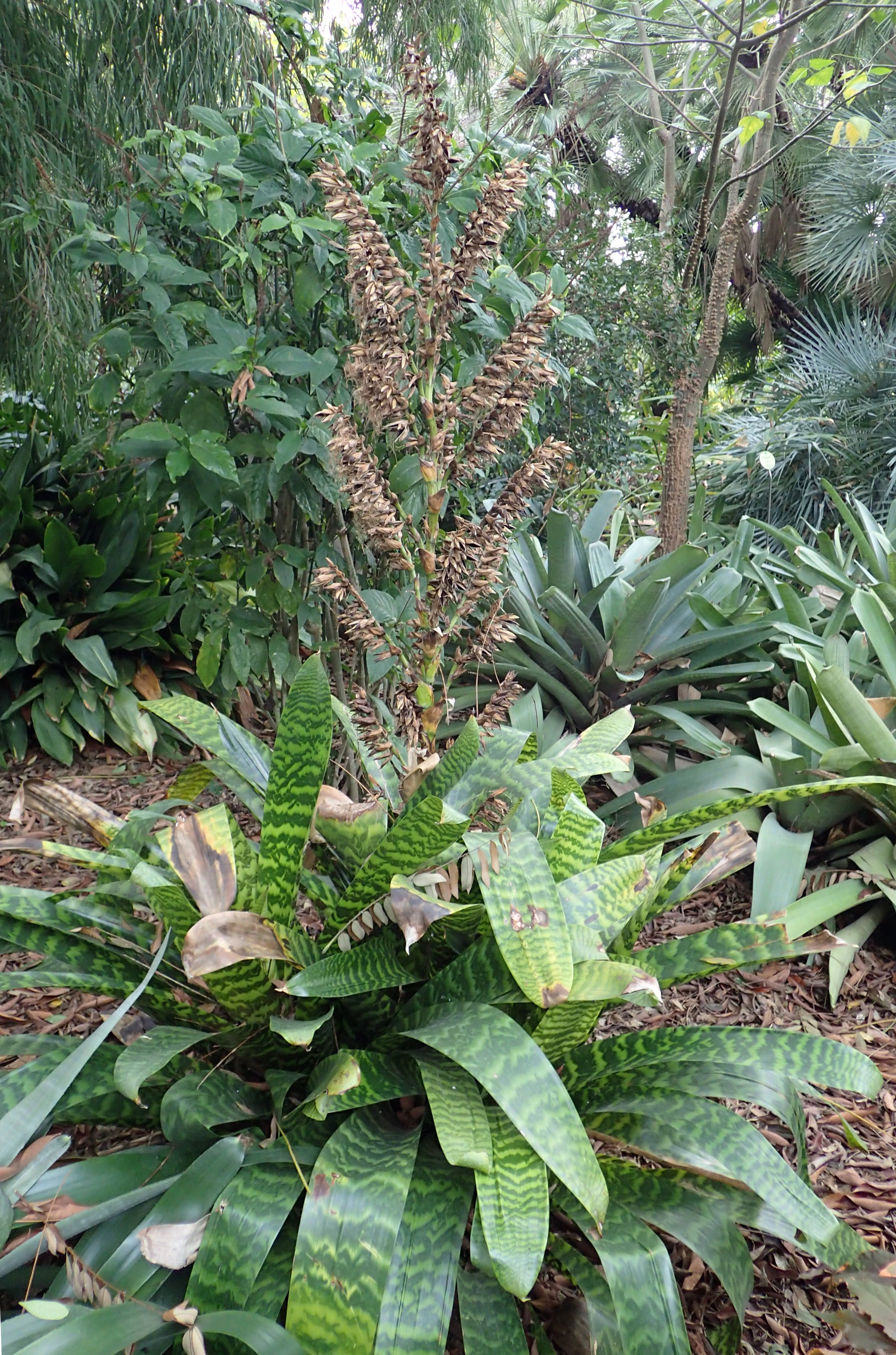
Vriesea hieroglyphica

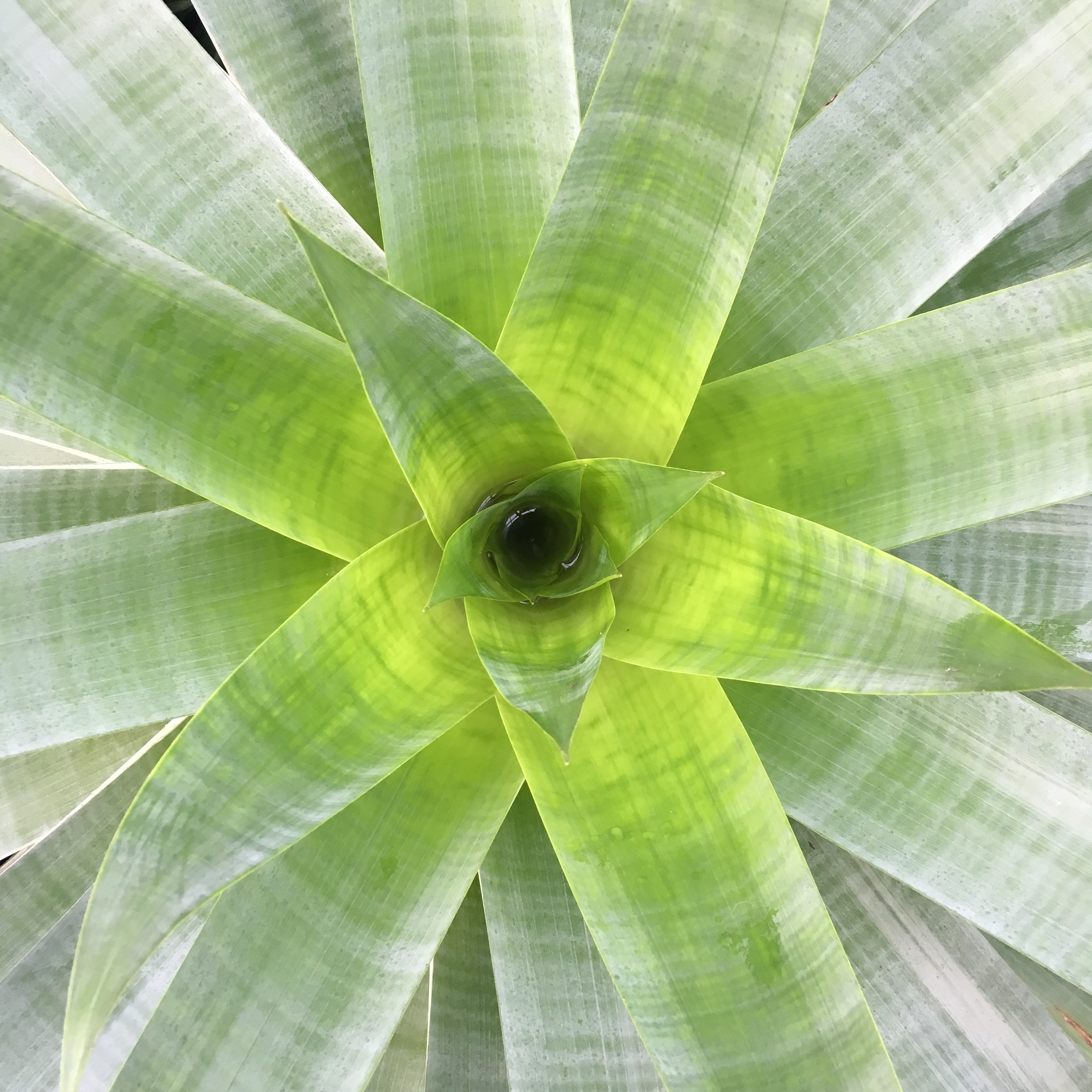
Rozeta liści Vriesea incurvata

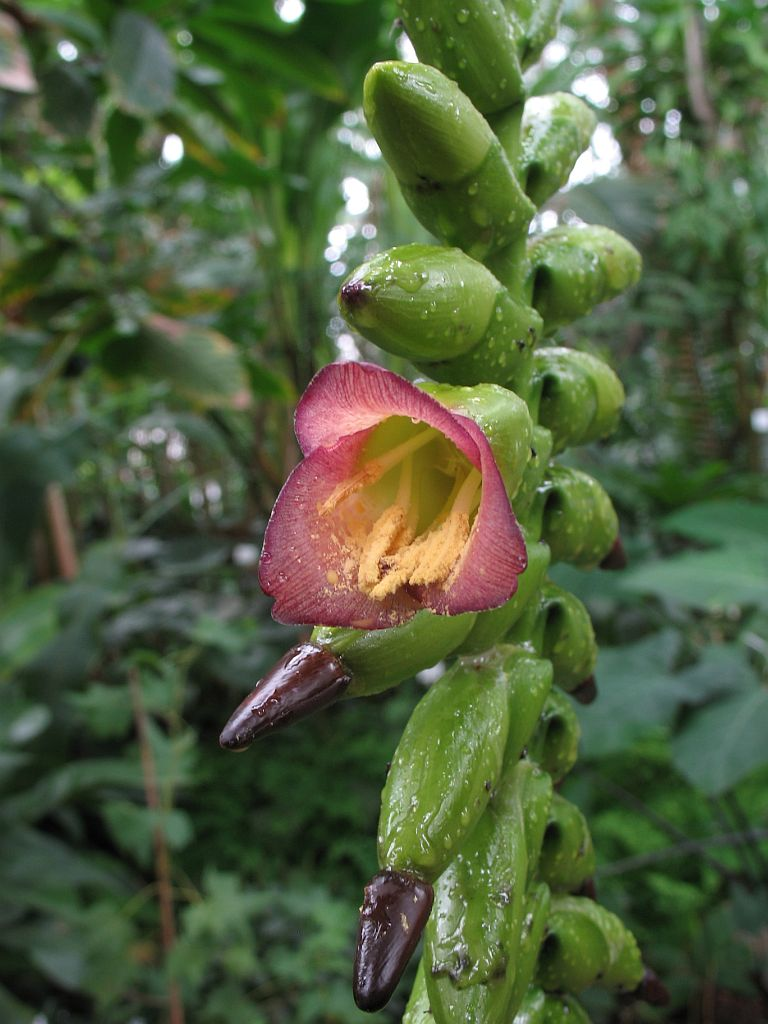
Kwiat Vriesea wawrana

Rodzaj z rodziny bromeliowatych Bromeliaceae, a w jej obrębie z plemienia Vrieseeae z podrodziny Tillandsioideae. 
W tradycyjnym ujęciu jest to takson polifiletyczny obejmujący ok. 265 gatunków. Trwają prace taksonomiczne z wykorzystaniem markerów genetycznych nad klasyfikacją gatunków tu zaliczanych i spokrewnionych roślin z podrodziny Tillandsioideae, ponieważ same kryteria morfologiczne nie dostarczają jednoznacznych cech diagnostycznych dla wyodrębnienia poszczególnych linii rozwojowych tych roślin. W drugim dziesięcioleciu XXI wieku zaproponowano reklasyfikację rodzaju i wyodrębniono z niego pięć nowych rodzajów (Goudaea W.Till & Barfuss, Jagrantia Barfuss & W.Till, Lutheria Barfuss & W.Till, Zizkaea W.Till & Barfuss, Stigmatodon Leme, G.K.Br. i Barfuss). Wykorzystano przy tym jako cechę diagnostyczną zróżnicowanie budowy znamion słupka, co jednak jeszcze przed końcem tego dziesięciolecia zostało zakwestionowane, jako nie znajdujące potwierdzenia w analizie molekularnej. Zaproponowano podział rodzaju na dwie linie – jedną obejmującą brazylijskie gatunki Vriesea s.s. wraz z tymi zaliczonymi do Stigmatodon, i drugą – obejmującą gatunki wyodrębniane do rodzajów Cipuropsis, Mezobromelia, Josemania, Goudaea, Lutheria i Jagrantia. Wciąż jednak brak naukowego konsensusu w kwestii klasyfikacji tych roślin.
Wykaz gatunków według Plants of the World
- Vriesea agostiniana E.Pereira
- Vriesea alta (Baker) É.Morren ex Mez
- Vriesea altimontana E.Pereira & Martinelli
- Vriesea altodaserrae L.B.Sm.
- Vriesea altomacaensis A.Costa
- Vriesea altomayoensis H.Luther & K.F.Norton
- Vriesea amethystina É.Morren
- Vriesea andaraiensis Leme
- Vriesea andreettae Rauh
- Vriesea appendiculata (L.B.Sm.) L.B.Sm.
- Vriesea arachnoidea A.Costa
- Vriesea arpocalyx (André) L.B.Sm.
- Vriesea atra Mez
- Vriesea atrococcinea Rauh
- Vriesea atropurpurea Silveira
- Vriesea bahiana Leme
- Vriesea barbosae J.A.Siqueira & Leme
- Vriesea barilletii É.Morren
- Vriesea baturitensis Versieux & Tomaz
- Vriesea biguassuensis Reitz
- Vriesea billbergioides É.Morren ex Mez
- Vriesea bituminosa Wawra
- Vriesea blackburniana Leme
- Vriesea bleheri Roeth & W.Weber
- Vriesea boeghii H.Luther
- Vriesea breviscapa (E.Pereira & I.A.Penna) Leme
- Vriesea × brueggemannii J.Z.Matos, M.B.Crespo & Juan
- Vriesea brusquensis Reitz
- Vriesea cacuminis L.B.Sm.
- Vriesea calimaniana Leme & W.Till
- Vriesea capixabae Leme
- Vriesea carinata Wawra – frizea łódkowata
- Vriesea carmeniae R.L.Moura & A.F.Costa
- Vriesea castaneobulbosa (Mez & Wercklé) J.R.Grant
- Vriesea cathcartii H.Luther
- Vriesea cearensis L.B.Sm.
- Vriesea cereicola (Mez) L.B.Sm.
- Vriesea chapadensis Leme
- Vriesea cipoensis O.B.C.Ribeiro, C.C.Paula & Guarçoni
- Vriesea claudiana Leme, Trind.-Lima & O.B.C.Ribeiro
- Vriesea clausseniana (Baker) Mez
- Vriesea colnagoi E.Pereira & I.A.Penna
- Vriesea confusa L.B.Sm.
- Vriesea corcovadensis (Britton) Mez
- Vriesea correia-arauji E.Pereira & I.A.Penna
- Vriesea crassa Mez
- Vriesea curvispica Rauh
- Vriesea cylindrica L.B.Sm.
- Vriesea debilis Leme
- Vriesea declinata Leme
- Vriesea delicatula L.B.Sm.
- Vriesea densiflora Mez
- Vriesea diamantinensis Leme
- Vriesea dictyographa Leme
- Vriesea dissitiflora (C.Wright) Mez
- Vriesea drepanocarpa (Baker) Mez
- Vriesea drewii L.B.Sm.
- Vriesea dubia (L.B.Sm.) L.B.Sm.
- Vriesea duidae (L.B.Sm.) Gouda
- Vriesea duvaliana É.Morren
- Vriesea elata (Baker) L.B.Sm.
- Vriesea eltoniana E.Pereira & Ivo
- Vriesea ensiformis (Vell.) Beer
- Vriesea erythrodactylon (É.Morren) É.Morren ex Mez
- Vriesea exaltata Leme
- Vriesea fenestralis Linden & André
- Vriesea fibrosa L.B.Sm.
- Vriesea fidelensis Leme
- Vriesea flammea L.B.Sm.
- Vriesea flava And.Costa, H.Luther & Wand.
- Vriesea fluminensis E.Pereira
- Vriesea fluviatilis Kessous & A.F.Costa
- Vriesea fontanae Fraga & Leme
- Vriesea fontourae B.R.Silva
- Vriesea fosteriana L.B.Sm.
- Vriesea fradensis And.Costa
- Vriesea freicanecana J.A.Siqueira & Leme
- Vriesea friburgensis Mez
- Vriesea garlippiana Leme
- Vriesea gelatinosa R.L.Moura & A.F.Costa
- Vriesea gigantea Gaudich.
- Vriesea gladioflammans E.Pereira & Reitz
- Vriesea gracilior (L.B.Sm.) Leme
- Vriesea graciliscapa W.Weber
- Vriesea gradata (Baker) Mez
- Vriesea grandiflora Leme
- Vriesea guttata Linden & André
- Vriesea harmsiana (L.B.Sm.) L.B.Sm.
- Vriesea heliconioides (Kunth) Hook. ex Walp.
- Vriesea heterostachys (Baker) L.B.Sm.
- Vriesea hieroglyphica (Carrière) É.Morren
- Vriesea hitchcockiana (L.B.Sm.) L.B.Sm.
- Vriesea hodgei L.B.Sm.
- Vriesea hoehneana L.B.Sm.
- Vriesea hydrophora Ule
- Vriesea incurva (Griseb.) Read
- Vriesea incurvata Gaudich.
- Vriesea inflata (Wawra) Wawra
- Vriesea interrogatoria L.B.Sm.
- Vriesea itatiaiae Wawra
- Vriesea johnstonii (Mez) L.B.Sm. & Pittendr.
- Vriesea jonesiana Leme
- Vriesea jonghei (K.Koch) É.Morren
- Vriesea joyae E.Pereira & I.A.Penna
- Vriesea kautskyana E.Pereira & I.A.Penna
- Vriesea kentii H.Luther & K.F.Norton
- Vriesea koideae Rauh
- Vriesea lancifolia (Baker) L.B.Sm.
- Vriesea languida L.B.Sm.
- Vriesea laxa Mez
- Vriesea leptantha Harms
- Vriesea lidicensis Reitz
- Vriesea lilliputiana Leme
- Vriesea limae L.B.Sm.
- Vriesea limonensis Rauh
- Vriesea linharesiae Leme & J.A.Siqueira
- Vriesea longicaulis (Baker) Mez
- Vriesea longiscapa Ule
- Vriesea longisepala A.F.Costa
- Vriesea longistaminea C.C.Paula & Leme
- Vriesea lubbersii (Baker) É.Morren ex Mez
- Vriesea lutheriana J.R.Grant
- Vriesea macrostachya (Bello) Mez
- Vriesea maculosa Mez
- Vriesea maguirei L.B.Sm.
- Vriesea malzinei É.Morren
- Vriesea marceloi Versieux & T.Machado
- Vriesea maxoniana (L.B.Sm.) L.B.Sm.
- Vriesea medusa Versieux
- Vriesea melgueiroi I.Ramírez & Carnevali
- Vriesea menescalii E.Pereira & Leme
- Vriesea michaelii W.Weber
- Vriesea microrachis J.Gomes-da-Silva & A.F.Costa
- Vriesea minarum L.B.Sm.
- Vriesea minor (L.B.Sm.) Leme
- Vriesea minuta Leme
- Vriesea minutiflora Leme
- Vriesea mitoura L.B.Sm.
- Vriesea modesta Mez
- Vriesea mollis Leme
- Vriesea monacorum L.B.Sm.
- Vriesea morreni Wawra
- Vriesea × morreniana É.Morren
- Vriesea mourae Kessous, B.Neves & A.F.Costa
- Vriesea muelleri Mez
- Vriesea myriantha (Baker) Betancur
- Vriesea nanuzae Leme
- Vriesea neoglutinosa Mez
- Vriesea noblickii Martinelli & Leme
- Vriesea nubicola Leme
- Vriesea oligantha (Baker) Mez
- Vriesea olmosana L.B.Sm.
- Vriesea oxapampae Rauh
- Vriesea pabstii McWill. & L.B.Sm.
- Vriesea paradoxa Mez
- Vriesea paraibica Wawra
- Vriesea paratiensis E.Pereira
- Vriesea pardalina Mez
- Vriesea parviflora L.B.Sm.
- Vriesea parvula Rauh
- Vriesea pastuchoffiana Glaz. ex Mez
- Vriesea patula (Mez) L.B.Sm.
- Vriesea pauciflora Mez
- Vriesea pauperrima E.Pereira
- Vriesea penduliflora L.B.Sm.
- Vriesea penduliscapa Rauh
- Vriesea pereirae L.B.Sm.
- Vriesea pereziana (André) L.B.Sm.
- Vriesea petraea (L.B.Sm.) L.B.Sm.
- Vriesea philippocoburgi Wawra
- Vriesea pinottii Reitz
- Vriesea piscatrix Versieux & Wand.
- Vriesea platynema Gaudich.
- Vriesea platzmannii É.Morren
- Vriesea pleiosticha (Griseb.) Gouda
- Vriesea poenulata (Baker) É.Morren ex Mez
- Vriesea portentosa Leme
- Vriesea procera (Mart. ex Schult. & Schult.f.) Wittm.
- Vriesea pseudoatra Leme
- Vriesea pseudoligantha Philcox
- Vriesea psittacina (Hook.) Lindl.
- Vriesea pulchra Leme & L.Kollmann
- Vriesea punctulata E.Pereira & I.A.Penna
- Vriesea racinae L.B.Sm.
- Vriesea rafaelii Leme
- Vriesea rastrensis Leme
- Vriesea rectifolia Rauh
- Vriesea recurvata Gaudich.
- Vriesea regnellii Mez
- Vriesea reitzii Leme & And.Costa
- Vriesea repandostachys Leme
- Vriesea × retroflexa É.Morren
- Vriesea revoluta B.R.Silva
- Vriesea rhodostachys L.B.Sm.
- Vriesea roberto-seidelii W.Weber
- Vriesea robusta (Griseb.) L.B.Sm.
- Vriesea rodigasiana É.Morren
- Vriesea roethii W.Weber
- Vriesea rubens J.Gomes-da-Silva & A.F.Costa
- Vriesea rubra (Ruiz & Pav.) Beer
- Vriesea rubrobracteata Rauh
- Vriesea rubyae E.Pereira
- Vriesea ruschii L.B.Sm.
- Vriesea sagasteguii L.B.Sm.
- Vriesea saltensis Leme & L.Kollmann
- Vriesea sanctaparecidae Leme
- Vriesea sanfranciscana Versieux & Wand.
- Vriesea santaleopoldinensis Leme & L.Kollmann
- Vriesea saundersii (Carrière) É.Morren
- Vriesea saxicola L.B.Sm.
- Vriesea sazimae Leme
- Vriesea scalaris É.Morren
- Vriesea sceptrum Mez
- Vriesea schultesiana L.B.Sm.
- Vriesea schunkii Leme
- Vriesea schwackeana Mez
- Vriesea secundiflora Leme
- Vriesea segadas-viannae L.B.Sm.
- Vriesea seideliana W.Weber
- Vriesea serrana E.Pereira & I.A.Penna
- Vriesea serranegrensis Leme
- Vriesea silva-petrea E.Pereira & Reitz
- Vriesea silvana Leme
- Vriesea simplex (Vell.) Beer
- Vriesea simulans Leme
- Vriesea sincorana Mez
- Vriesea skotakii H.Luther & K.F.Norton
- Vriesea socialis L.B.Sm.
- Vriesea sparsiflora L.B.Sm.
- Vriesea speckmaieri W.Till
- Vriesea stricta L.B.Sm.
- Vriesea strobeliae Rauh
- Vriesea sucrei L.B.Sm. & Read
- Vriesea sulcata L.B.Sm.
- Vriesea swartzii (Baker) Mez
- Vriesea taritubensis E.Pereira & I.A.Penna
- Vriesea tequendamae (André) L.B.Sm.
- Vriesea teresopolitana Leme
- Vriesea thyrsoidea Mez
- Vriesea tijucana E.Pereira
- Vriesea tillandsioides L.B.Sm.
- Vriesea triangularis Reitz
- Vriesea triligulata Mez
- Vriesea tubipetala Leme & R.L.Moura
- Vriesea unilateralis (Baker) Mez
- Vriesea vagans (L.B.Sm.) L.B.Sm.
- Vriesea vellozicola Leme & J.A.Siqueira
- Vriesea vexata Leme
- Vriesea vexillata L.B.Sm.
- Vriesea vidalii L.B.Sm. & Handro
- Vriesea vulpinoidea L.B.Sm.
- Vriesea wawrana Antoine
- Vriesea weberi E.Pereira & I.A.Penna
- Vriesea wuelfinghoffii Rauh & E.Gross
- Vriesea wurdackii L.B.Sm.
- Vriesea zamorensis (L.B.Sm.) L.B.Sm.
- Vriesea zildae R.L.Moura & A.F.Costa
- Vriesea zonata Leme & J.A.Siqueira